# 土佐穴内駅
土佐穴内駅（とさあなないえき）は、高知県長岡郡大豊町穴内にある、四国旅客鉄道（JR四国）土讃線の駅である。駅番号はD31。

## 歴史
当駅の開業当時、既に土佐電気鉄道安芸線（現在の安芸市域）に穴内駅が所在していたため、令制国名を冠して区別している。
この付近の土讃線は、開通当初は吉野川とその支流穴内川に沿って屈曲して通っており、当駅もその途中にあった。しかしこの区間にある西屋敷トンネルの変状が激しくなってきたことから、当時の四国鉄道管理局により1950年（昭和25年）11月に線路切り換え工事に着手した。これにより、土佐穴内駅は廃線となる旧線上に取り残されることになることから、地形的に駅建設に適地とは言えなかったものの、旧線と新線が合流する地点付近に移転することになった。新線上の和田トンネル掘削に伴う残土を埋め立てて新駅の建設予定地を造成し、1954年（昭和29年）3月30日に新線に切り替えられて当駅も移転した。改キロは6月1日に実施されている。1955年（昭和30年）7月に、線路付け替え関連の工事がすべて完成して、当駅の貨物側線も使用開始となった。

### 年表
- 1934年（昭和9年）10月28日：開業[4]。
- 1954年（昭和29年）
  - 3月30日：和田トンネル開通による線路付け替えに伴い現在地へ移転[5][3]。
  - 6月1日：線路付け替えに伴う改キロを実施、大田口まで2.7キロメートル、大杉まで4.9キロメートルであったのが、大田口まで2.8キロメートル、大杉まで4.0キロメートルとなる[4]。
- 1955年（昭和30年）7月：貨物側線を使用開始[3]。
- 1970年（昭和45年）
  - 6月1日：小口扱い貨物の取り扱いを廃止[4]。
  - 10月1日：無人駅となる[6]（簡易委託駅化）。同時に手荷物の取り扱いを廃止し小荷物の取り扱いを到着小荷物（特別扱新聞紙に限る。）に限定[4][7]。
- 1987年（昭和62年）4月1日：国鉄分割民営化によりJR四国の駅となる[4]。
- 2013年（平成25年）3月31日：駅待合所と駐輪場が、地区住民の寄附によって新設される[8]。

## 駅構造
単式1面1線のホームを持つ地上駅で、元は1面2線だった。現在は無人駅となっており、ホームにトイレを併設した待合所があるだけだが、駅舎を撤去した後の空き地が残る。待合所は二名・深田・大内・出目・上宇和・五郎・伊予出石の各駅と同じ構造のものである。また、貨物ホームの跡も残っている。

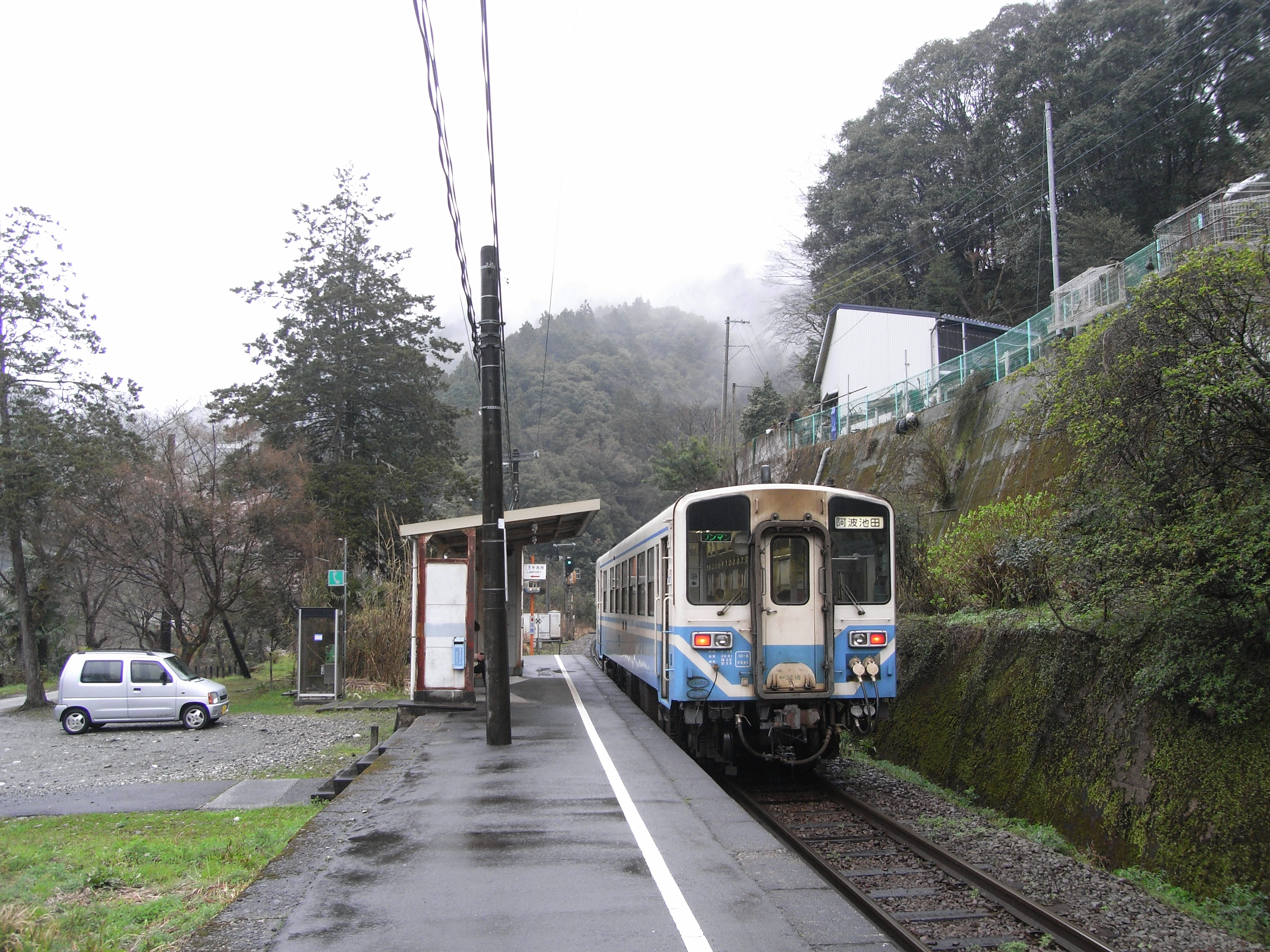
ホーム（2008年3月）

## 駅周辺
駅は穴内の集落からやや離れていて、駅の周囲に民家は少ない。
豊永方面の和田トンネル開通前の旧線を辿ることができる。また、坑口は封鎖されているがトンネルも現存している。
- 大杉穴内簡易郵便局
- 大豊町立穴内小学校・中学校（休校）
- 国道32号

## 隣の駅
四国旅客鉄道（JR四国）
■土讃線
■普通
大田口駅 (D30) - 土佐穴内駅 (D31) - 大杉駅 (D32)